# Malfa, Messina
Malfa är en ort och kommun på ön Salina i ögruppen Eoliska öarna i storstadsregionen Messina, innan 2015 i provinsen Messina, i regionen Sicilien i sydvästra Italien. Kommunen hade 976 invånare (2017).